# ریک اورتون
ریک اورتون (به انگلیسی: Rick Overton) (زاده ۱۰ اوت ۱۹۵۴) بازیگر آمریکایی است.
از فیلم‌های معروف او می‌توان به بازی در فیلم های فضانورد کشاورز، هیولاهای هشت‌پا، اطلاع‌رسانی!، گانگ هو، دکترهای جوان عاشق، اد تی‌وی و رفتار بی‌‌فایده و احمقانه اشاره کرد.